# 9a etapa del Tour de França de 2011
La 9a etapa del Tour de França de 2011 es disputà el diumenge 10 de juliol de 2011 sobre un recorregut de 208 km entre Soire i Sant Flor. El vencedor fou l'espanyol Luis León Sánchez (Rabobank ProTeam).

## Perfil de l'etapa
Etapa trencacames pel Massís Central, amb 8 dificultats muntanyoses puntuables, tres d'elles de segona categoria. Especialment complicat és el tram central de l'etapa en què entre el km 100 i el 150 es pugen les cinc principals dificultats del dia. El final, a Sant Flor, és en pujada en una cota de 4a categoria. L'esprint intermedi de l'etapa es troba a Neuvéglise (km 178).

## Desenvolupament de l'etapa
Etapa moguda des de bon començament, amb una escapada inicial de Lieuwe Westra (Vacansoleil-DCM) i Pàvel Brut (Team Katusha), però que el gran grup neutralitzà al km 11. En la primera de les ascensions del dia Thomas Voeckler (Team Europcar) s'escapà, i poc després se li uniren Johnny Hoogerland (Vacansoleil-DCM), Joan Antoni Flecha (Team Sky) i, al km 51, un trio integrat per Sandy Casar (FDJ), Luis León Sánchez (Rabobank ProTeam) i Niki Terpstra (Quick-Step Alpha Vinyl Team). Al km 52 ja disposaven de 3' 35" sobre el gran grup.
A l'inici de la segona de les ascensions, el gran grup, encapçalat pels homes de l'Omega Pharma-Lotto, es trobava a sols 2' 40" dels escapats. Tersptra no pogué seguir el ritme dels escapats i es despenjà, mentre que Voeckler i Hoogerland lluitaven pels punts de la muntanya. El gran grup passà a 3' 35". En el descens, al km 102, es produí una gran caiguda en la qual es veieren implicats nombrosos ciclistes. Aleksandr Vinokúrov (Astana Qazaqstan Team), amb fractura de fèmur, David Zabriskie (Garmin-Cervélo), Jurgen van den Broeck i Frederik Willems (Omega Pharma-Lotto) es veieren obligats a abandonar. Aquesta caiguda va fer reduir la marxa entre el gran grup, cosa que afavorí que els escapats arribessin a tenir fins a 7' 40" abans del coll de Cère.
A 35 km de la meta els escapats es veieren afectats per la imprudència d'un cotxe de televisió que es posà a avançar en un lloc inadequat i atropellà el català Flecha, que al seu temps provocà la caiguda de Hoogerland. Flecha en sortí amb cops i esgarrapades, mentre que Hoogerland anà a parar a sobre d'un tancat amb filat que li provocaren ferides que requeriren 33 punts de sutura en acabar l'etapa. Ambdós reberen el premi al més combatiu de l'etapa, sent la primera vegada que aquest premi s'atorgava a dos ciclistes.
Els tres escapats no afectats per aquesta caiguda continuaren endavant. A l'esprint intermedi, Casar passà en primera posició, mentre que la victòria se la jugaren els escapats en la darrera ascensió del dia i meta de l'etapa. Voeckler fou el primer a llençar l'esprint, però fou Luis León Sánchez el que s'imposà per tercera vegada en una etapa del Tour de França. Thomas Voeckler era el nou líder, en arribar 3' 59" per davant del grup dels favorits i 6' 47" davant de Thor Hushovd.

## Esprints
| Primer  | Sandy Casar           | 20 pts |
| Segon   | Thomas Voeckler       | 17 pts |
| Tercer  | Luis León Sánchez     | 15 pts |
| Quart   | Joan Antoni Flecha    | 13 pts |
| Cinquè  | Philippe Gilbert      | 11 pts |
| Sisè    | Jelle Vanendert       | 10 pts |
| Setè    | Christian Vande Velde | 9 pts  |
| Vuitè   | Ryder Hesjedal        | 8 pts  |
| Novè    | Thor Hushovd          | 7 pts  |
| Desè    | Tom Danielson         | 6 pts  |
| Onzè    | Daniel Oss            | 5 pts  |
| Dotzè   | Ivan Basso            | 4 pts  |
| Tretzè  | Maciej Bodnar         | 3 pts  |
| Catorzè | Paolo Longo Borghini  | 2 pts  |
| Quinzè  | Alessandro Vanotti    | 1 pt   |

| Primer  | Luis León Sánchez      | 30 pts |
| Segon   | Thomas Voeckler        | 25 pts |
| Tercer  | Sandy Casar            | 22 pts |
| Quart   | Philippe Gilbert       | 19 pts |
| Cinquè  | Peter Velits           | 17 pts |
| Sisè    | Cadel Evans            | 15 pts |
| Setè    | Andy Schleck           | 13 pts |
| Vuitè   | Tony Martin            | 11 pts |
| Novè    | Fränk Schleck          | 9 pts  |
| Desè    | Damiano Cunego         | 7 pts  |
| Onzè    | Rein Taaramae          | 6 pts  |
| Dotzè   | Alberto Contador       | 5 pts  |
| Tretzè  | Tom Danielson          | 4 pts  |
| Catorzè | Samuel Sánchez         | 3 pts  |
| Quinzè  | Jean-Christophe Peraud | 2 pts  |

## Ports de muntanya
| Primer | Thomas Voeckler   | 2 pts |
| Segon  | Johnny Hoogerland | 1 pt  |

| Primer | Thomas Voeckler    | 5 pts |
| Segon  | Johnny Hoogerland  | 3 pts |
| Tercer | Sandy Casar        | 2 pts |
| Quart  | Joan Antoni Flecha | 1 pt  |

| Primer | Johnny Hoogerland  | 5 pts |
| Segon  | Thomas Voeckler    | 3 pts |
| Tercer | Joan Antoni Flecha | 2 pts |
| Quart  | Sandy Casar        | 1 pt  |

| Primer | Johnny Hoogerland | 2 pts |
| Segon  | Thomas Voeckler   | 1 pt  |

| Primer | Johnny Hoogerland | 2 pts |
| Segon  | Thomas Voeckler   | 1 pt  |

| Primer | Johnny Hoogerland  | 5 pts |
| Segon  | Thomas Voeckler    | 3 pts |
| Tercer | Sandy Casar        | 2 pts |
| Quart  | Joan Antoni Flecha | 1 pt  |

| Primer | Thomas Voeckler | 1 pt |

| Primer | Luis-Leon Sanchez | 1 pt |

## Classificació de l'etapa
|    | Ciclista          | Equip              | Temps      |
| -- | ----------------- | ------------------ | ---------- |
| 1  | Luis Léon Sanchez | Rabobank ProTeam   | 5h 27' 09" |
| 2  | Thomas Voeckler   | Team Europcar      | + 5"       |
| 3  | Sandy Casar       | FDJ                | + 13"      |
| 4  | Philippe Gilbert  | Omega Pharma-Lotto | + 3' 59"   |
| 5  | Peter Velits      | Team HTC-High Road | + 3' 59"   |
| 6  | Cadel Evans       | BMC Racing Team    | + 3' 59"   |
| 7  | Andy Schleck      | Team Leopard-Trek  | + 3' 59"   |
| 8  | Tony Martin       | Team HTC-High Road | + 3' 59"   |
| 9  | Fränk Schleck     | Team Leopard-Trek  | + 3' 59"   |
| 10 | Damiano Cunego    | Lampre-ISD         | + 3' 59"   |

## Classificació general
|    | Ciclista          | Equip              | Temps       |
| -- | ----------------- | ------------------ | ----------- |
| 1  | Thomas Voeckler   | Team Europcar      | 38h 35' 11" |
| 2  | Luis León Sánchez | Rabobank ProTeam   | + 1' 49"    |
| 3  | Cadel Evans       | BMC Racing Team    | + 2' 26"    |
| 4  | Frank Schleck     | Team Leopard-Trek  | + 2' 29"    |
| 5  | Andy Schleck      | Team Leopard-Trek  | + 2' 37"    |
| 6  | Tony Martin       | Team HTC-High Road | + 2' 38"    |
| 7  | Peter Velits      | Team HTC-High Road | + 2' 38"    |
| 8  | Andreas Klöden    | Team RadioShack    | + 2' 43"    |
| 9  | Philippe Gilbert  | Omega Pharma-Lotto | + 2' 55"    |
| 10 | Jakob Fuglsang    | Team Leopard-Trek  | + 3' 08"    |

|    | Ciclista           | Equip              | Total   |
| -- | ------------------ | ------------------ | ------- |
| 1r | Philippe Gilbert   | Omega Pharma-Lotto | 217 pts |
| 2n | José Joaquín Rojas | Movistar Team      | 172 pts |
| 3r | Mark Cavendish     | Team HTC-High Road | 153 pts |

|    | Ciclista           | Equip              | Total  |
| -- | ------------------ | ------------------ | ------ |
| 1r | Johnny Hoogerland  | Vacansoleil-DCM    | 22 pts |
| 2n | Thomas Voeckler    | Team Europcar      | 16 pts |
| 3r | Tejay van Garderen | Team HTC-High Road | 5 pts  |

|    | Ciclista          | Equip            | Temps       | Temps |
| -- | ----------------- | ---------------- | ----------- | ----- |
| 1r | Robert Gesink     | Rabobank ProTeam | 38h 39' 12" |       |
| 2n | Rein Taaramae     | Cofidis          | + 51"       |       |
| 3r | Arnold Jeannesson | FDJ              | + 1' 20"    |       |

|    | Equip             | Temps        | Temps |
| -- | ----------------- | ------------ | ----- |
| 1r | Team Europcar     | 115h 03' 31" |       |
| 2n | Team Leopard-Trek | + 32"        |       |
| 3r | Team RadioShack   | + 1' 02"     |       |

## Abandonaments
- Juan Manuel Gárate[7] (Rabobank ProTeam): no surt.
- Wouter Poels[8] (Vacansoleil-DCM): problemes digestius.

Una caiguda en els primers quilòmetres d'etapa provocà l'abandonament de dos ciclistes: 
- Pàvel Brut[8] (Team Katusha)
- Amets Txurruka[8] (Euskaltel–Euskadi)

A un centenar de quilòmetres de l'arribada, en el descens del coll de Pas de Peyrol, una gran caiguda al capdavant del gran grup provocà l'abandonament de quatre corredors, dos d'ells caps de fila dels seus equips:
- Jurgen van den Broeck[9] (Omega Pharma-Lotto)
- Aleksandr Vinokúrov[9] (Astana Qazaqstan Team)
- Frederik Willems[9] (Omega Pharma-Lotto)
- David Zabriskie[9] (Garmin-Cervélo)